# Terra Santa
Terra Santa is een gemeente in de Braziliaanse deelstaat Pará. De gemeente telt 16.004 inwoners (schatting 2009).

## Geografie

### Hydrografie
De plaats ligt aan de rivier de Igarapé Urupuanã en het meer Lago Algodoal. De rivier de Nhamundá en de Igarapé do Socorro maken deel uit van de gemeentegrens. Verder liggen de meren Lago Piraruacá en Lago Xixia Mirim binnen de gemeente en grenst het aan het meer Lago Maripana.

### Aangrenzende gemeenten
De gemeente grenst aan Faro, Juruti, Oriximiná, Nhamundá (AM) en Parintins (AM).

### Beschermd gebied

#### Bosgebied
- Floresta Nacional de Saracá-Taquera

## Verkeer en vervoer

### Wegen
Terra Santa is via de hoofdweg PA-254 verbonden met Faro.

### Waterwegen
De plaats heeft een veerdienstverbinding met Faro.

### Luchtverkeer
- Aeródromo de Terra Santa